# يواكيم الثاني (ناخب براندنبورغ)
يواكيم الثاني هكتور (Joachim II. Hector؛ 13 يناير 1505-3 فبراير 1571) أمير ناخب لمرغريفية براندنبورغ (1535-1571). من آل هوهنتسولرن، ابن يواكيم الأول، ناخب براندنبورغ من زوجته إليزابت من الدنمارك والنرويج والسويد، كنيته هكتور مستمدة من أمير طروادة هكتور في الميثولوجيا الإغريقية.

## السيرة الذاتية
وُلِد يواكيم الثاني في كولن وتلقى تعليمه في البلاط الإمبراطوري، جعله والده يواكيم الأول نستور يوقع عقد ميراث واعداً إليه بالبقاء على العقيدة الكاثوليكية، كان الهدف من هذا جزئيًا مساعدة عمه الأصغر الذي كان رئيس الأساقفة-الناخب ألبرشت من ماينتس، لأن ألبرشت قد اقترض مبالغ طائلة من مصرف آل فوغر لدفع تكاليف ترقيته في أسقفية هالبرشتات، وأيضا للحصول على إعفاء يسمح له بتولي منصبي رئيس أساقفة ماغدبورغ ورئيس أساقفة ماينتس، منح هذا آل هوهنتسولرن السيطرة على اثنين من الأصوات الانتخابية السبعة في الانتخابات الإمبراطورية، ومكّن العديد من الأبرشيات التابعة من تحصيل الرسوم.
وافق يواكيم نيستور الذي شارك في تمويل هذا التراكم الوظيفي على أن يسترد ألبرشت هذه التكاليف من بيع صكوك الغفران لرعاياه، ولكن جاره فريدرش الثالث ناخب ساكسونيا منع بيع صكوك الغفران، لأن ألبرشت تفوق في المزايدة على مرشحه على رئاسة ماينتس، وأيضا بسبب الموقف الذي تبنّاه مارتن لوثر اتجاه هذه الصكوك، وبالتالي كان سداد الدين المستحق لآل فوغر يعتمد على بيع صكوك الغفران للمؤمنين الكاثوليك في براندنبورغ، ومع ذلك لو لم يُبدِ يواكيم هيكتور موافقته على هذا الاتفاق، كان من المرجّح أن يُحرم من الميراث.
تزوج في 6 نوفمبر 1526 من ماغدالينه الساكسونية ابنة غيورغ دوق ساكسونيا والأميرة باربرا البولندية بحيث تنتمي إلى عائلة الألبرتية من آل فتين الساكسونية، ونشأت على عقيدة والديها الكاثوليكية، وتوفيت عام في 1534.
في عام 1535 تزوج من هيدفيغ ابنة زغمونت الأول ملك بولندا (ابنة خال زوجته الأولى)؛ ولأن سلالة ياغيلون كانت كاثوليكية المذهب، وعد يواكيم الثاني حماه بأنه لن يُجبر هيدفيغ على تغيير انتمائها الديني.
مع وفاة والده يواكيم نستور في 1535 وعمه ألبرشت في 1545 وحماه زغمونت في 1548 تحول يواكيم تدريجيًا نحو الإصلاح البروتستانتي، منذ 1 نوفمبر 1539 تلقى القربان المقدس تحت كلا الشكلين (التناول بالخبز والخمر معاً) بكنيسة القديس نيكولاس في شبانداو، وهو عمل أشار إليه بالتعاطف مع الأفكار الدينية الجديدة، ومع ذلك لم يتبن يواكيم اللوثرية صراحةً حتى عام 1555، وذلك لتجنب المواجهة المفتوحة مع حليفه الإمبراطور شارلكان، قبل ذلك أصدر يواكيم نظامًا كنسيًا محافظًا أُعتبر لوثريًا في العقيدة، ولكنه احتفظ بالعديد من المؤسسات والطقوس الدينية التقليدية، مثل الأسقفية ومعظم القداس باللغة اللاتينية، والمسرحيات الدينية وأيام الأعياد.
ومع أوائل عام 1539 في مجلس أمراء الإمبراطورية الرومانية المقدسة في فرانكفورت كشف المتحدث اللوثري فيليب ميلانكتون للأمراء المجتمعين (من بينهم يواكيم) أن المذابح المعادية لليهود عام 1510 في براندنبورغ كانت بسبب تدنيس للقرابين، وحيث أدت هذه المذابح إلى طرد اليهود من براندنبورغ، وقد ناشد المحامي اليهودي يوسيل فون روشيم الذي كان حاضرًا أيضًا يواكيم سرًا للسماح لليهود بالاستقرار في براندنبورغ مرة أخرى. وافق يواكيم على هذا الطلب في 25 يونيو 1539.
لم يكن يواكيم مولعًا بالصيد فحسب، بل أنفق أيضًا مبالغ طائلة على الأسود والدببة والذئاب وغيرها من الحيوانات الحية التي قام بصيدها، وكما احتفظ بما لا يقل عن أحد عشر كيميائيًا في بلاطه على مدى عشر سنوات فقط، وبسبب هذه الاسرافات وغيرها، ورغم أن يواكيم الأول قد حافظ على استقرار مالي جيد للبلاد، إلا أن يواكيم الثاني بحلول عام 1540 كان مدينًا بأكثر من 600 ألف ثالر، فحاول سدادها بمصادرة ممتلكات الكنيسة ورفع الضرائب.
كانت حماته باربرا زابوليا شقيقة يانوش زابوليا الذي ادعى العرش الشاغر للمجر بعد مقتل الملك لايوش الثاني في معركة ضد الإمبراطورية العثمانية في عام 1526، ومع ذلك دعم يواكيم فرديناند الهابسبورغي الذي ادعى هو الآخر التاج وتحدى الغزاة الأتراك، وفي عام 1542 ساعد يواكيم فرديناند ضد العثمانيين في حصار بودا، وقاد جيشًا من القوات النمساوية والمجرية والألمانية والبوهيمية والإيطالية والدالماسية، ولكن الناخب لم يكن محاربًا متمرسًا وفي النهاية قام التراجع، وهُزم مرة أخرى على يد العثمانيين في حصار بست عام 1542.
كجزء من التحالف أقام يواكيم عام 1545 حفل زفاف مزدوج لابنيه يوهان غيورغ وباربرا، تزوجا من صوفي من ليغنيتسا وغيورغ كلاهما من أبناء الدوق فريدرش من ليغنيتسا في سيليزيا.
في عام 1569 دفع لنسيبه زغمونت الثاني أوغسطس ملك بولندا مقابل صك إقطاعية بجعله وأحفاده ورثة دوقية بروسيا في حال انقراض فرع هوهنتسولرن في بروسيا.
في عام 1571، توفي يواكيم في قصر كوبينيك الذي بناه في عام 1558.

## الذرية
- مع ماغدالينا الساكسونية:
  - يوهان غيورغ ناخب براندنبورغ (1525-1598)؛ له ذرية.
  - باربرا دوقة ليغنتسا (1527-1595)؛ لها ذرية.
  - إليزابيث (1 أبريل 1528 - 20 أغسطس 1529).
  - فريدرش الرابع (1530–1552)، رئيس أساقفة ماغديبورغ وأسقف هالبرشتات.
  - ألبرشت (15 – 16 فبراير 1532).
  - غيورغ (15 فبراير 1532)؛ تؤام.
  - باول (4 يناير 1534).

- مع هيدفيغ ياغيلون:
  - إليزابيث ماغدالينه دوقة براونشفايغ-لونيبورغ (6 نوفمبر 1537 - 1 سبتمبر 1595)؛ ليس لها ذرية.
  - سيغيسموند (1538–1566)، رئيس أساقفة ماغدبورغ وأسقف هالبرشتات
  - هيدفيغ دوقة براونشفايغ-لونيبورغ (1540–1602)؛ لها ذرية.
  - صوفيا (14 ديسمبر 1541 – 27 يونيو 1564)، تزوجت من إحدى نبلاء بوهيميا، ليس لديها ذرية.
  - يواكيم (14 يناير 1543 – 23 مارس 1544).

## روابط خارجية
- يواكيم الثاني، ناخب براندنبورغ على موقع الموسوعة البريطانية (الإنجليزية)